# Marumba juvencus
Marumba juvencus är en fjärilsart som beskrevs av Rothschild och Jordan 1912. Marumba juvencus ingår i släktet Marumba och familjen svärmare. Inga underarter finns listade i Catalogue of Life.

## Beskrivning

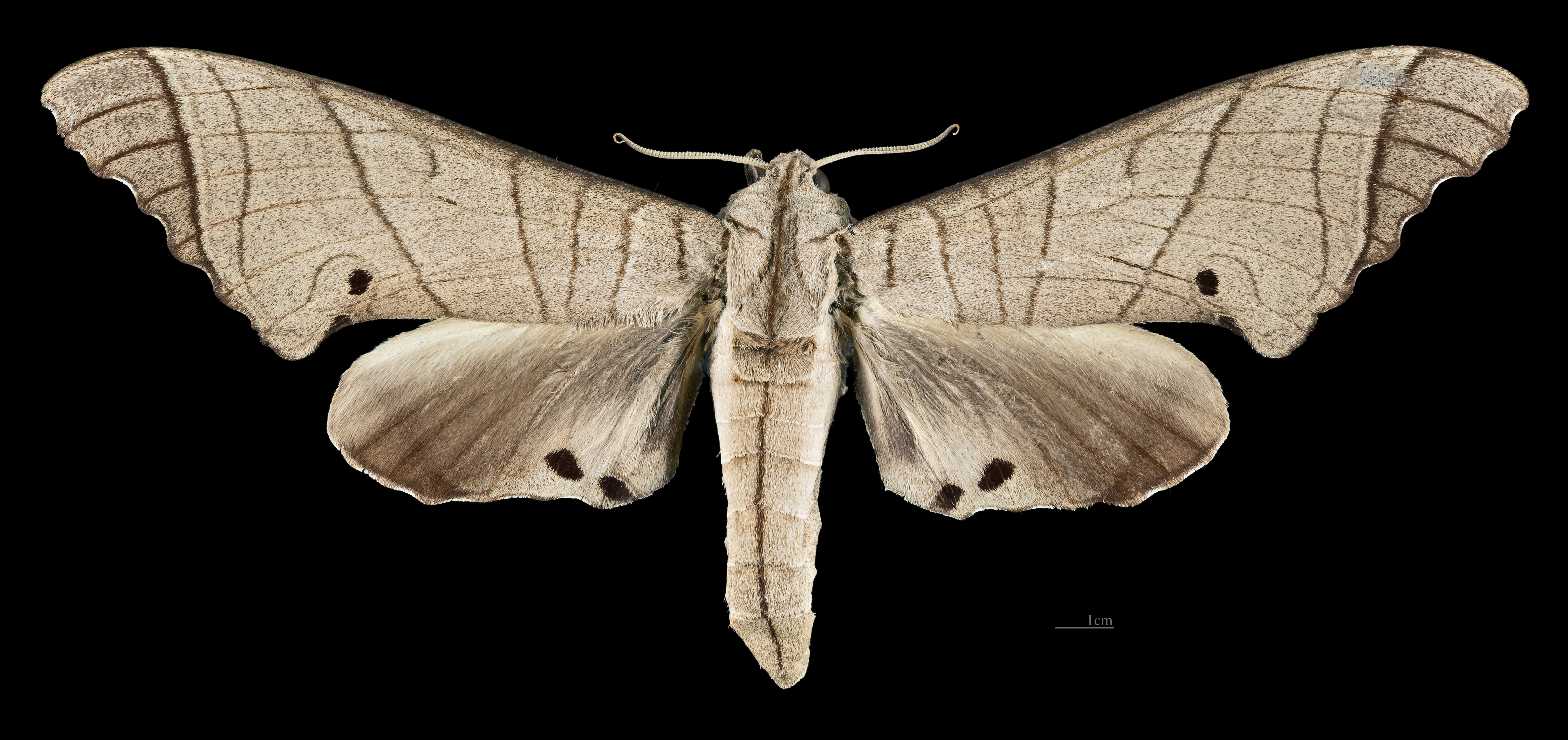
Marumba juvencus ♂
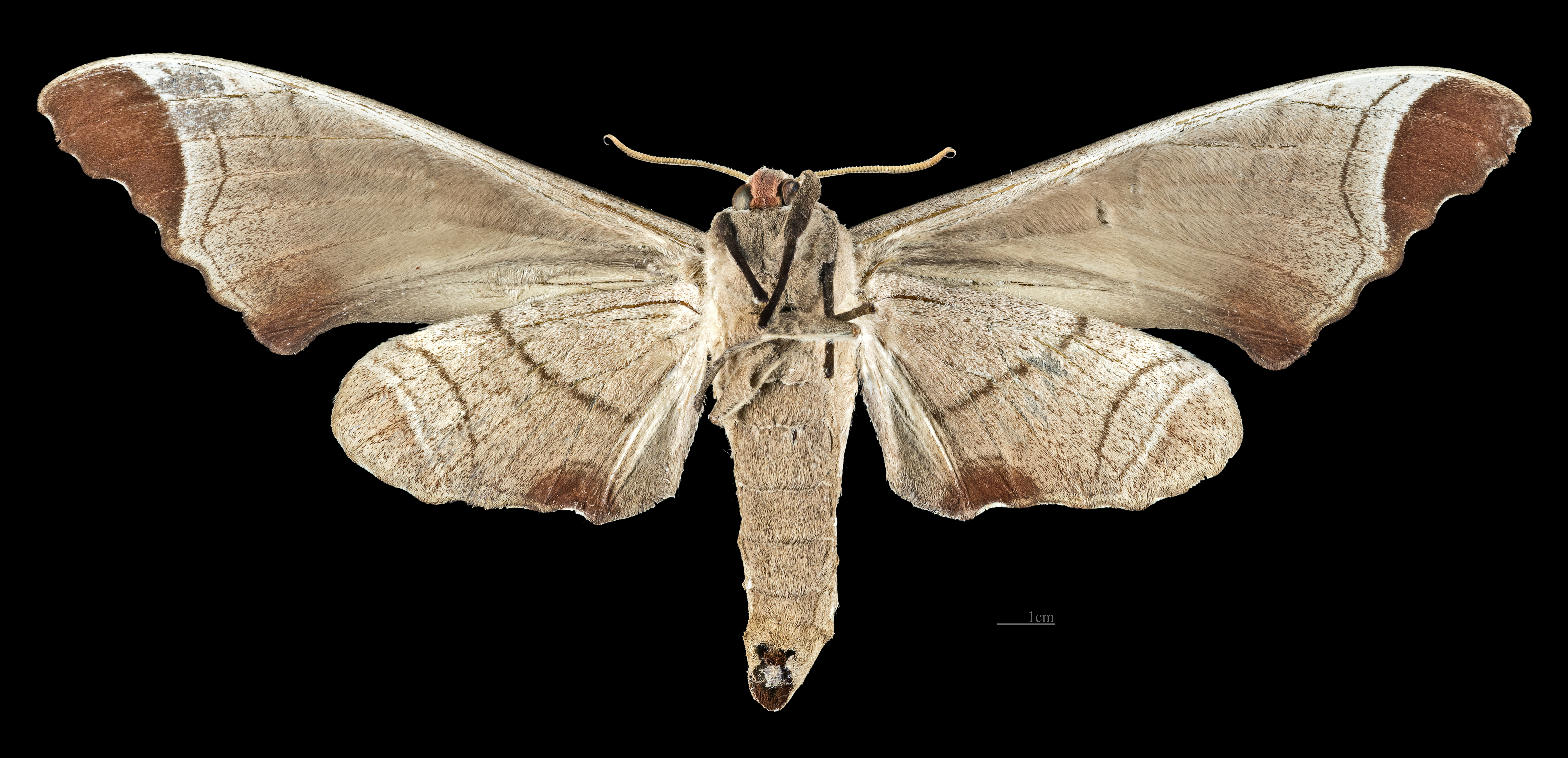
Marumba juvencus ♂ △